# Conoco-Phillips Building
Das Conoco-Phillips Building ist ein Bürogebäude in Anchorage, Alaska. Das 22-stöckige Gebäude misst 90,2 Meter (296 ft.) und ist damit seit seiner Fertigstellung im Jahre 1983 das höchste Gebäude Alaskas.
Das Conoco-Phillips Building ist eigentlich ein Gebäudekomplex bestehend aus dem Hauptgebäude und einem kleineren, 10-stöckigen Nebengebäude, welches Verbindungen zum Hauptgebäude besitzt. Das Gebäude ist nach dem größten Mieter, dem Energiekonzern ConocoPhillips benannt, welches das Hauptgebäude als lokalen Hauptsitz nutzt, wohingegen das Nebengebäude Tochterunternehmen unter anderem der New York Life Insurance Company und KPMG beherbergt.
Das Atrium ist der Öffentlichkeit zugänglich und besitzt Restaurants und einen Springbrunnen. Teilweise werden hier auch öffentliche lokale Veranstaltungen abgehalten.